# Ioan-Sorin Marinescu
Ioan-Sorin Marinescu (n. 1 aprilie 1962, Târgoviște, Dâmbovița, România) este un fost deputat român în legislatura 1992-1996 și în legislatura 1996-2000, ales în județul Constanța pe listele PSDR.